# Investitor
Un investitor este o persoană care deține capital și realizează diverse investiții în companii, acțiuni sau fonduri de investiții cu scopul de a obține profit. A nu se face diferența dintre antreprenor și investitor, aceste două persoane au activități total diferite. Investitorul caută oportunități de a-și înmulți capitalul fără ca el să muncească preferând ca investițiile să îi aducă profit.
Investitorii au apărut datorită lipsei de capital al antreprenorilor, tot mai des auzim că o companie primește investiție pentru a se putea dezvolta. Contribuția acestor persoane este vitală în societatea modernă de astăzi însă investitorul teoretic poate fi oricine, practic foarte puțini reușesc să ajungă la statutul de investitor.
Pentru a fi investitor o persoană are nevoie de suficient capital încât investițiile să îi aducă profit suficienți bani cât să se poată întreține în primul rând din aceste investiții, altfel acesta nu poate continua să investească.
Există mai multe tipuri de investitori, ordonați în primul rând după volumul de capital deținut dar și de tipul investițiilor făcute. 
În societatea modernă de astăzi există persoane care trăiesc din dividende deținând acțiuni în companiile mari ale lumii, nu au nevoie să muncească și nici nu continuă să investească pentru a genera mai mulți bani însă există și acel tip de investitor care aleargă mereu după noi oportunități, caută firme care sunt în plină dezvoltare pentru a le ajuta obținând astfel un procent din acea companie urmând ca la finalul fiecărui an să primească dividende.
Un investitor are nevoie de experiență în afaceri pe lângă capital și sunt de obicei persoane foarte bine organizate. Un investitor are nevoie de viziune. El trebuie să își dea seama dacă investiția pe care o face îi va aduce profit sau nu.
Majoritatea investitorilor citesc foarte mult și nu ne referim acum la cărți ci la planuri de afaceri. Aceștia primesc foarte multe planuri de afaceri de la persoane ce nu dețin capital însă sunt interesați să demareze propriile afaceri. Voința și munca acestor oameni le aduce profit investitorilor.
Exemple:
Un tip pe nume Florin are o idee de afacere. Vrea să deschidă un magazin de haine în centrul Bucureștiului , a realizat un plan de afaceri și crede că va genera un profit anual de peste 200.000 € cu doar 50.000 € investiți. El merge la mai mulți potențiali investitori și le prezintă planul său. Unul dintre ei va accepta să investească în ideea lui în schimbul unui procent din noua companie. Florin va trebui să muncească pentru ca afacerea să meargă în timp ce investitorul va trebui decât să aducă banii pentru investiție și să își aștepte profitul.